# Gašper Potočnik
Gašper Potočnik, slovenski košarkarski trener, * 22. december 1980, Ljubljana. 

## Klub
Potočnik je začel trenersko pot 1999 kot pomočnik Ranku Mandiću pri kadetih in mladincih v Škofji Loki. Februarja 2000 postane glavni trener kadetov in mladincev škofjeloškega kluba. Pred sezono 2000-01 sprejme vodenje Odeje Marmor kot glavni trener članske, mladinske in kadentske selekcije. Leta 2003 se vrne v moško košarko kot glavni trener Škofje Loke. Ekipo vodi do 2007, ko postane pomočnik trenerja pri KK Olimpija, kjer sodeluje z Bečirovićem, Džikićem in Zdovcem. Pred sezono 2010-11 se vrne v Škofjo Loko, v sezoni 2011-12 vodi ekipo Elektra Šoštanj v Telemach ligi. 2012 se pridruži Krki kot pomočnik, po odhodu Sekulića pa prevame moštvo do konca državnega prvenstva, ki ga vodi do državnega prvaka. 2013 prevzame vodenje mladinski selekcij v KK Olimpija, ter vodi ekipo mladincev. V sezoni 2015-15, poleg dela v Olimpiji, vodi še člansko ekipo Škofje Loke v 2. SKL. 10. junija 2015 postane glavni trener Olimpije, vodil jo je do konca sezone. Decembra 2016 podpiše pogodbo z madžarsko ekipo Körmend.

## Reprezentanca
Leta 2002 in 2003 sodeluje z žensko reprezentanco. 2007 pomočnik trenerja U18 na evropskem prvenstvu v Španiji. Od leta 2011 pomočnik Božidarju Maljkoviću na dveh Eurobasketih (2011 in 2013). Po odhodu Maljkovića je ostal asistent Juretu Zdovcu, na svetovnem prvenstvu. 

## Uspehi

##### KK Škofja Loka
- 2. SKL - 2004/05, 2014/15

##### KK Krka
- Slovensko prvenstvo – 2012/13

##### KK Olimpija U19
- 1.A SKL– 2014/15